# Ebbsfleet (Thanet)
Pour l’article homonyme, voir Ebbsfleet.
Ebbsfleet est un hameau du Kent, en Angleterre.